# Cypripedium daweishanense
Cypripedium daweishanense är en orkidéart som först beskrevs av Sing Chi Chen och Zhong Jian Liu, och fick sitt nu gällande namn av Sing Chi Chen och Zhong Jian Liu. Cypripedium daweishanense ingår i släktet guckuskor, och familjen orkidéer. Inga underarter finns listade i Catalogue of Life.